# Форбс, Гордон (теннисист)
Гордон Форбс (англ. Gordon Forbes; 21 февраля 1934, Бюргерсдорп, Капская провинция, Южно-Африканский Союз — 9 декабря 2020, Плеттенберг-Бей, Западно-Капская провинция, Южно-Африканская Республика) — южно-африканский теннисист, победитель чемпионата Франции по теннису в смешанном парном разряде (1955), финалист чемпионата Франции по теннису в парном разряде (1963), четвертьфиналист чемпионата США по теннису в одиночном разряде (1962), член сборной ЮАР по теннису в Кубке Дэвиса (1955—1963).

## Биография
Гордон Форбс родился 21 февраля 1934 года на ферме рядом с Бюргерсдорпом (Капская провинция, Южно-Африканский Союз). Там же, на грунтовом корте, он учился играть в теннис. В возрасте 12 лет он выиграл юниорский турнир в Ист-Лондоне.
Дважды, в 1959 и 1961 годах, Форбс побеждал в одиночном разряде Южно-Африканского чемпионата по теннису. Кроме этого, он четыре раза (1955, 1962, 1963, 1964) выходил в финал этого турнира.
В 1955 году Форбсу, выступавшему в паре с американской теннисисткой Дарлин Хард, удалось выиграть чемпионат Франции по теннису в смешанном парном разряде. В решающем матче Хард и Форбс обыграли австралийку Дженни Стейли и чилийца Луиса Айялу.
В 1962 году Форбс дошёл до четвертьфинала чемпионата США по теннису — это стало его лучшим достижением в одиночном разряде на турнирах Большого шлема. В первом круге Форбс обыграл югослава Николу Пилича (в пяти сетах), во втором — австралийца Фреда Столла (в трёх сетах), в третьем — советского теннисиста Александра Метревели (в четырёх сетах), в четвёртом — британца Билли Найта (в пяти сетах), но в четвертьфинале в трёх сетах уступил мексиканцу Рафаэлю Осуне (4-6, 4-6, 5-7).
В 1963 году Форбс в паре с южноафриканцем Эйбом Сегалом смог дойти до финала чемпионата Франции по теннису в парном разряде, но в решающем матче они уступили австралийцу Рою Эмерсону и испанцу Мануэлю Сантане.
В 1955, 1957, 1959, 1962 и 1963 годах Гордон Форбс участвовал в четырнадцати матчах сборной команды ЮАР (до 1961 года — Южно-Африканского Союза) в Кубке Дэвиса. Форбс победил в одиннадцати одиночных встречах из двадцати, а также в девяти из одиннадцати парных встреч (суммарный результат — 20-11). Его партнёром в парных встречах был Эйб Сегал.
Получили известность три книги о теннисе, написанные Гордоном Форбсом: A handful of summers, Too soon to panic и I'll take the sunny side. 
Гордон Форбс скончался 9 декабря 2020 года в городе Плеттенберг-Бей (Западно-Капская провинция, Южно-Африканская Республика). Причиной смерти стали осложнения, связанные с COVID-19.

## Выступления на турнирах

### Финалы турниров Большого шлема

#### Парный разряд: 1 финал (1 поражение)
| Результат | №  | Год  | Турнир            | Партнёр   | Соперники                   | Счёт          |
| Поражение | 1. | 1963 | Чемпионат Франции | Эйб Сегал | Рой Эмерсон Мануэль Сантана | 2-6, 4-6, 4-6 |

#### Смешанный парный разряд: 1 финал (1 победа)
| Результат | №  | Год  | Турнир            | Партнёр     | Соперники                | Счёт          |
| Победа    | 1. | 1955 | Чемпионат Франции | Дарлин Хард | Дженни Стейли Луис Айяла | 5-7, 6-1, 6-2 |